# Justicia natalensis
Justicia natalensis är en akantusväxtart som först beskrevs av Christian Gottfried Daniel Nees von Esenbeck, och fick sitt nu gällande namn av T. Anders.. Justicia natalensis ingår i släktet Justicia och familjen akantusväxter. Inga underarter finns listade i Catalogue of Life.